# Mario Orozco Rivera
Mario Orozco Rivera, (Ciudad de México, México, 19 de enero de 1930 - 1998) fue un pintor y muralista mexicano, padre del artista Gabriel Orozco.(Además de Gabriel son hijos de Mario: Valentín, Paloma, Alejandra y Bruno. Estuvo casado con Celia, Cristina,Emma y Graciela)

## Sus inicios

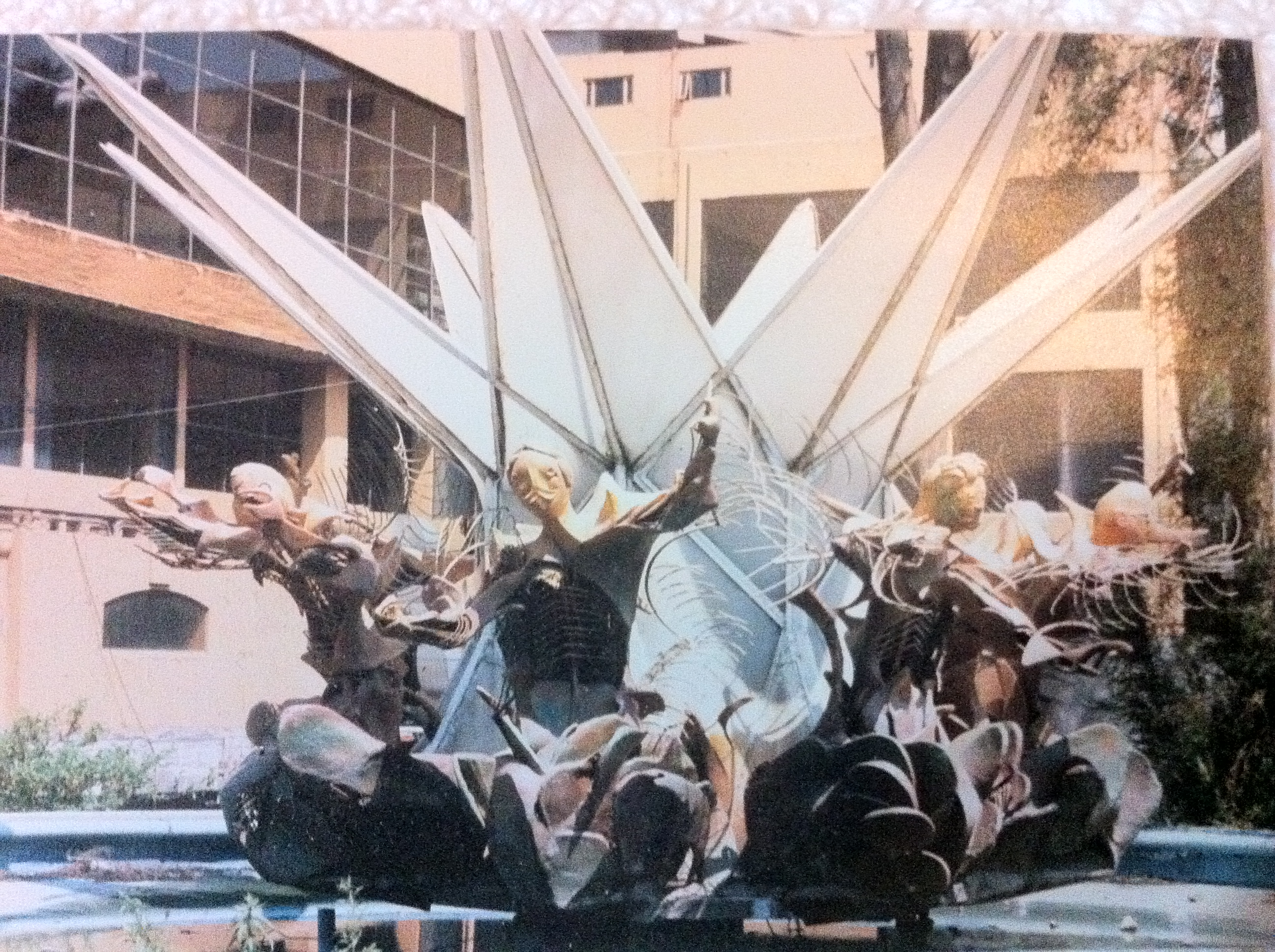
Mario Orozco Rivera

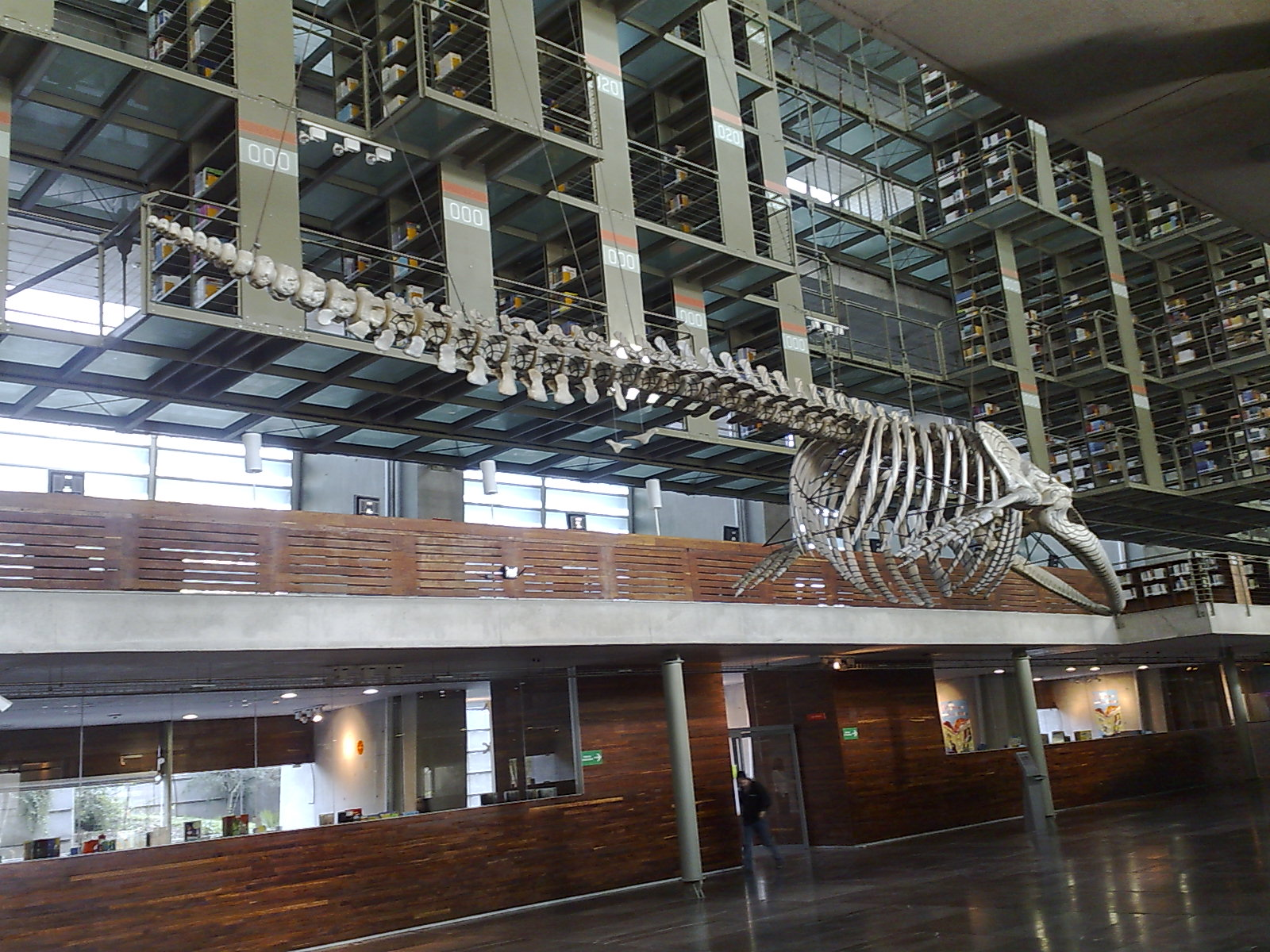
Ballena de Gabriel Orozco en la Biblioteca José Vasconcelos

Ingresa a los 22 años a la Escuela de Pintura Escuela Nacional de Pintura, Escultura y Grabado "La Esmeralda", teniendo como maestros a Manuel Rodríguez Lozano y a Carlos Orozco Romero. 
En 1953 realiza su primera exposición individual en el Círculo de Bellas Artes y para el año de 1954 gana el Premio al mejor alumno de la escuela de pintura y escultura.
Y casi al paralelo la revista Art News lo incluye entre los diez mejores pintores jóvenes de América.
En 1956 se convierte en maestro de pintura en la UNAM después se cambia a Veracruz en donde se vuelve maestro de tiempo completo en la Universidad Veracruzana y funda el taller en esa universidad. Y para 1959 es invitado a la "Primera Bienal de Jóvenes en París"
En 1966 es invitado por David Alfaro Siqueiros para ser jefe de su taller en Cuernavaca.

## Su participación en el Polyforum Cultural Siqueiros

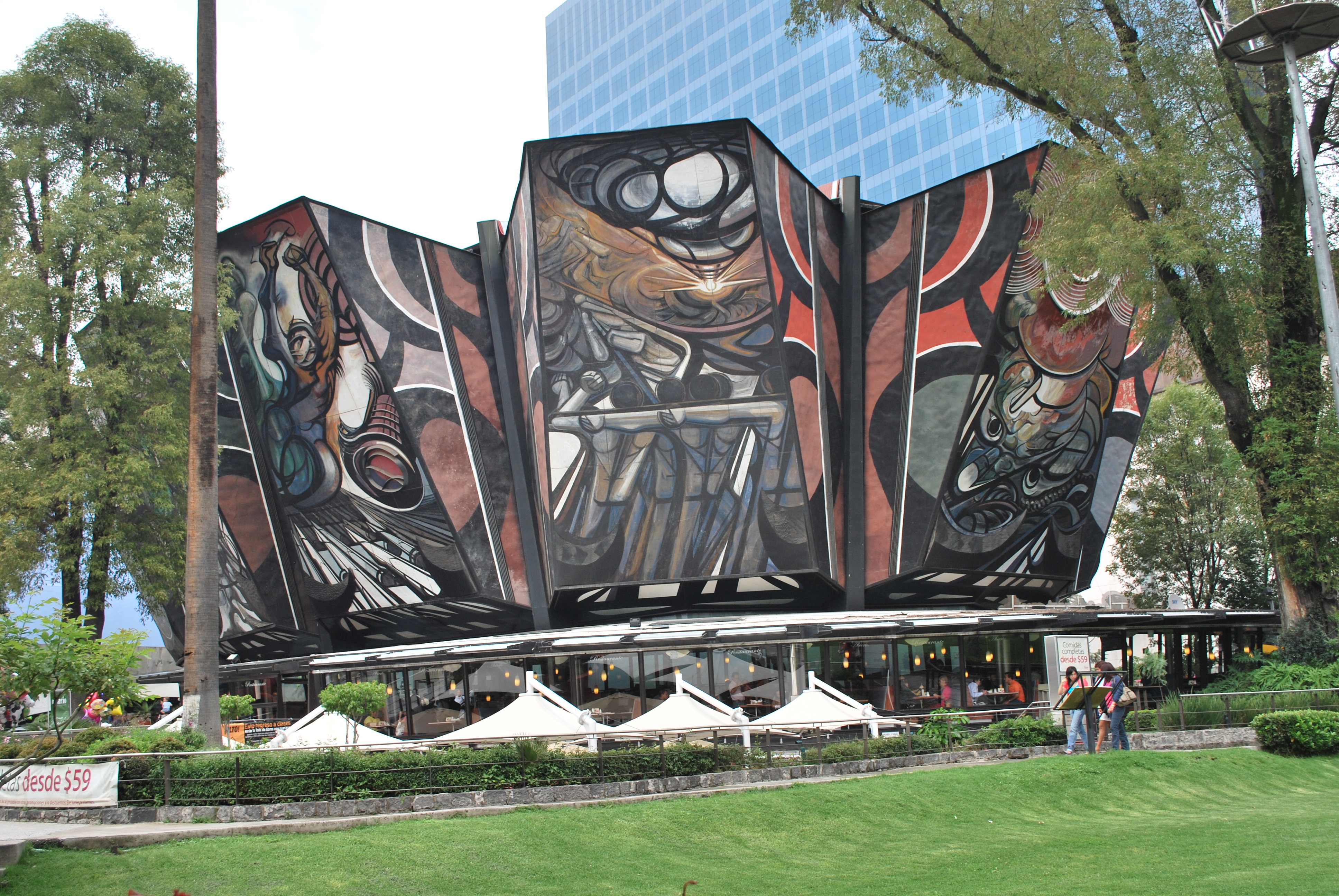
Polyforum Cultural Siqueiros

Al salir de la cárcel Siqueiros le propone a Don Manuel Suárez y Suárez pintar un mural y el empresario decide entonces construir un inmueble especial para albergar el mural más grande del mundo, que se llamaría La Marcha de la Humanidad, construyéndose el Polyforum Cultural Siqueiros.

## Su hijo Gabriel Orozco
A temprana edad le inculcó a su hijo Gabriel Orozco el amor al arte, y lo llevó al Hotel de México, Polyforum Cultural Siqueiros y museos.